# Спомен-чесма у Дивостину
Спомен-чесма у Дивостину је подигнута 20. јуна 1901. године, у славу преминулом краљу Милану Обреновићу. Налази се у порти манастира Дивостин у истоименом селу. Значајан као специфично градитељско наслеђе представља непокретно културно добро као споменик културе.
Чесма је подигнута на одавно познатом извору, још из доба неолита, саграђена је од камена, док је подзидак око чесме од ломљеног камена. Изнад точећег места је спомен-плоча и натпис са датумом рођења и смрти краља Милана Обреновића. Над чесмом доминира крст, исклесан од камена. 
Портрет у рељефу краља Милана Обреновића (1854 - 1901), постављен изнад извора воде, познатој у народу и као Светиња, посвећеној Пресветој Богородици, рад је познатог српског вајара Симеона Роксандића. Аутори мозаичке иконе су Миљан и Јекатерина Милетић.

## Галерија
- Спомен-чесма
- Спомен-чесма
- Барељеф Милана Обреновића
- Спомен плоча